# Qualifications à la Coupe d'Afrique des nations de football 1963
Cet article présente la phase qualificative à la Coupe d'Afrique des nations 1963.
Quatre billets sont à distribuer aux 8 pays participant à ces qualifications. L'Éthiopie, tenant du titre et le Ghana, l'organisateur du tournoi, sont exempts de ces qualifications.
Les équipes engagées sont réparties en six groupes de trois ou quatre. Seul le vainqueur de chaque confrontation obtient sa qualification pour la phase finale au Ghana.

## Résultats
| 16 juin 1963 | Tunisie                                | 4 – 1 | Maroc         | Tunisie |  |
|              | Henia 22e 57e · Aleya 85e · Jedidi 88e |       | 75e Mokhtatif |         |  |

| 2 juillet 1963 | Maroc                                                        | 4 – 2 | Tunisie                | Maroc |  |
|                | Khalfi 10e · Bendayan 46e · Bettache 59e (pen.) · Akesbi 78e |       | 62e Jedidi · 84e Henia |       |  |

- La Tunisie se qualifie pour le tour final avec un score cumulé de 6–5.

|  | République arabe unie | Q. - forfait | Ouganda |  |  |
|  |                       |              |         |  |  |

- L’Ouganda se retire et la République arabe unie se qualifie pour le tour final.

| 1 juin 1963 | Kenya | 0 – 1 | Soudan | Nairobi, Kenya |
|             |       |       | Weza   |                |

| 30 juin 1963 | Soudan                  | 5 – 0 | Kenya | Khartoum, Soudan |
|              | Osman · Hassan · Djaksa |       |       |                  |

- Le Soudan se qualifie pour le tour final avec un score cumulé de 6-0.

| 27 juillet 1963 | Nigeria                   | 2 – 2 | Guinée           | Nigeria |  |
|                 | Olatunji · buteur inconnu |       | buteurs inconnus |         |  |

| 6 octobre 1963 | Guinée         | 1 – 0, dsq - Q. | Nigeria | Guinée |
|                | buteur inconnu |                 |         |        |

- La Guinée est disqualifiée, le Nigeria est qualifié.

## Qualifiés
- Ghana (pays organisateur)
- Éthiopie (tenant du titre)
- Tunisie
- République arabe unie
- Soudan
- Nigeria